# Rio do Umbuzeiro

## Caracteristicas
O rio do Umbuzeiro é um curso de água que banha o estado da Paraíba, no Brasil.
Nasce na Serra do Capitão-Mor município de São Sebastião do Umbuzeiro, no limite entre os municípios pernambucanos de Sertânia e Arcoverde, as águas que correm a sudeste da serra formam o Rio Ipojuca e as que correm a sudoeste dão origem aos afluentes do Rio Moxoto. A pluviosidade media anual é de aproximadamente 900mm de chuva.
No mesmo "Cordão de Serra" do Capitão-Mor, onde nasce o Rio Ipojuca e os afluentes do rio Moxoto, á 47 km já no município de São João do Tigre, nasce o Rio do Espinho principal afluente do Rio Umbuzeiro, esse afluente nasce a poucos quilômetros da nascente do Rio Capibaribe, mais uma vez a bacia do rio Umbuzeiro fazendo divisa com outra bacia hidrográfica. A sul da serra nasce o Capibaribe e a norte o Espinho, fazendo a divisa natural entre os dois estados, Paraíba e Pernambuco.
Depois da construção da barragem de Santo Antônio em São Sebastião do Umbuzeiro, o rio Umbuzeiro perdeu parte de seu caudal anual que perenizava rio abaixo, com isso o maior de seus afluentes o Rio do Espinho assumiu desde então o papel de perenização do rio, com pequenas ou nenhuma barragem de grande porte em seu curso ou riachos afluentes, o Espinho pereniza todo o acumulado de chuva que cai na calha do rio. Por isso muitas vezes o Rio Umbuzeiro é chamado de rio do Espinho.
Extensão
São Sebastião do Umbuzeiro (38km) Camalaú (35km) São João do Tigre (10km ) Congo (10km).
Possuí 78 km de extensão desde sua nascente até a sua foz que é no rio dos meios, já no município de Congo.
Bacia Hidrográfica
Possuí 1.710 km², abrangendo vários municípios, tais como: Monteiro (7% do território municipal), Zabelê, São Sebastião do Umbuzeiro e São João do Tigre 100% do território municipal, Camalaú (33% do território municipal) e Congo (14% do território municipal).
Barragens
O rio é represado duas vezes, uma em São Sebastião do Umbuzeiro no Açude Santo Antônio, reservatório que tem capacidade para acumular 24.424.130 m³ de água, já mais a frente no município de Congo, o Açude Wilson Braga, que por intermédio do antigo governador de mesmo nome e o ex-prefeito Braz Fernandez, construíram e ampliaram o reservatório para que tivesse hoje uma capacidade de 115.000.000 m³, (dado não oficial), o mesmo possuí dimensões tão grandes que parte de suas águas represadas inundam parte do município de Camalaú, fazendo com que quando o açude atinge uma capacidade de 62% do volume total ele forma um espelho de água de mais de 13 km de extensão. 